# Lévitation optique

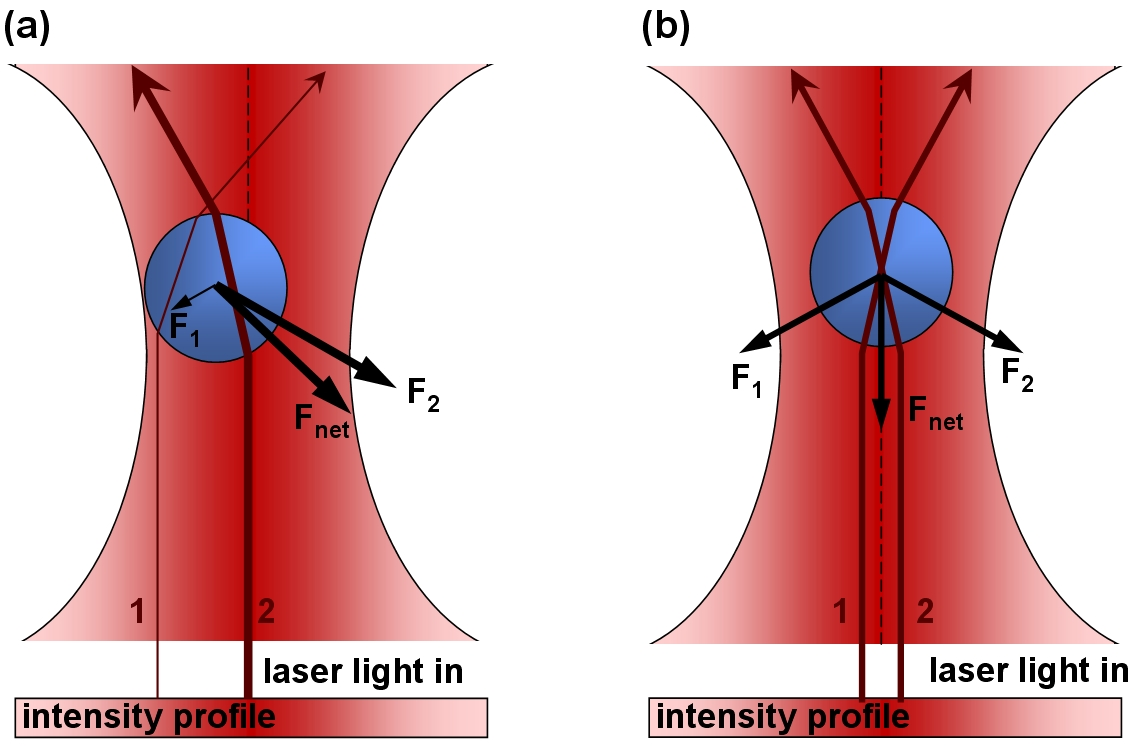
Schéma montrant comment la force de stabilisation verticale et latérale se produit dans un piège optique orienté verticalement.

La lévitation optique est une méthode mise au point par Arthur Ashkin permettant de faire léviter un matériau par une force venant d'en bas résultant d'un transfert de la quantité de mouvement des photons. La pression de radiation d'un photon dirigé verticalement vers le haut et centré par des faisceaux de lasers d'une intensité suffisante permet d'obtenir un piège optique stable capable de retenir de petites particules en suspension.
Des sphères diélectriques transparentes de quelques micromètres de diamètre telle que des sphères de verre de quartz, des gouttes d'huile ou d'eau, sont utilisés dans ce type d'expérience. Le rayonnement d'un laser peut être fixé à une longueur d'onde telle que celle d'un laser à ions d'argon ou celle d'un laser à colorant adaptable. Une puissance de l'ordre de 1 watt du laser est requise, porté sur une taille de plusieurs micromètres. Les phénomènes liés à des résonances morphologiquement dépendantes dans une cavité sphérique optique ont été étudiés par plusieurs groupes de recherche. 
Pour un objet brillant tel qu'une micro-sphère métallique, une lévitation optique stable n'a pas encore été atteint. La lévitation optique d'un objet macroscopique est aussi théoriquement possible.